# کمیته کارشناسان تروریسم
کمیته کارشناسان تروریسم (انگلیسی: Committee of Experts on Terrorism) یا کداکستر (CODEXTER)، یک سازمان بین‌المللی و کمیته بین‌المللی کارشناسان شورای اروپا است.

## تأسیس و وظایف
این کمیته در سال ۲۰۰۳ برای جایگزینی گروه چند رشته‌ای در زمینه اقدام بین‌المللی علیه تروریسم (GMT) تأسیس شد
یکی از اصلی‌ترین وظایف سازمان، ایجاد فرم‌های طرح‌های ضد تروریسم قانونی و نهادی هر عضو است. این فرم‌ها گزارش کوتاهی در مورد اقدامات ضد تروریستی کشورهای عضو است.

## انتقاد
سازمان عفو بین‌الملل از کداکستر (CODEXTER) درخواست کرد تا پاراگراف آخر پیش‌نویس این سازمان که در آن تلاش می‌کند تروریسم را تعریف کند را حذف کند، زیرا «به اندازه کافی بین اقدامات غیرقانونی و مخالفت با اقدامات مشروع و غیر خشونت‌آمیز نسبت به اقدامات دولت‌ها قابل تشخیص نیست.»